# Moedor de café

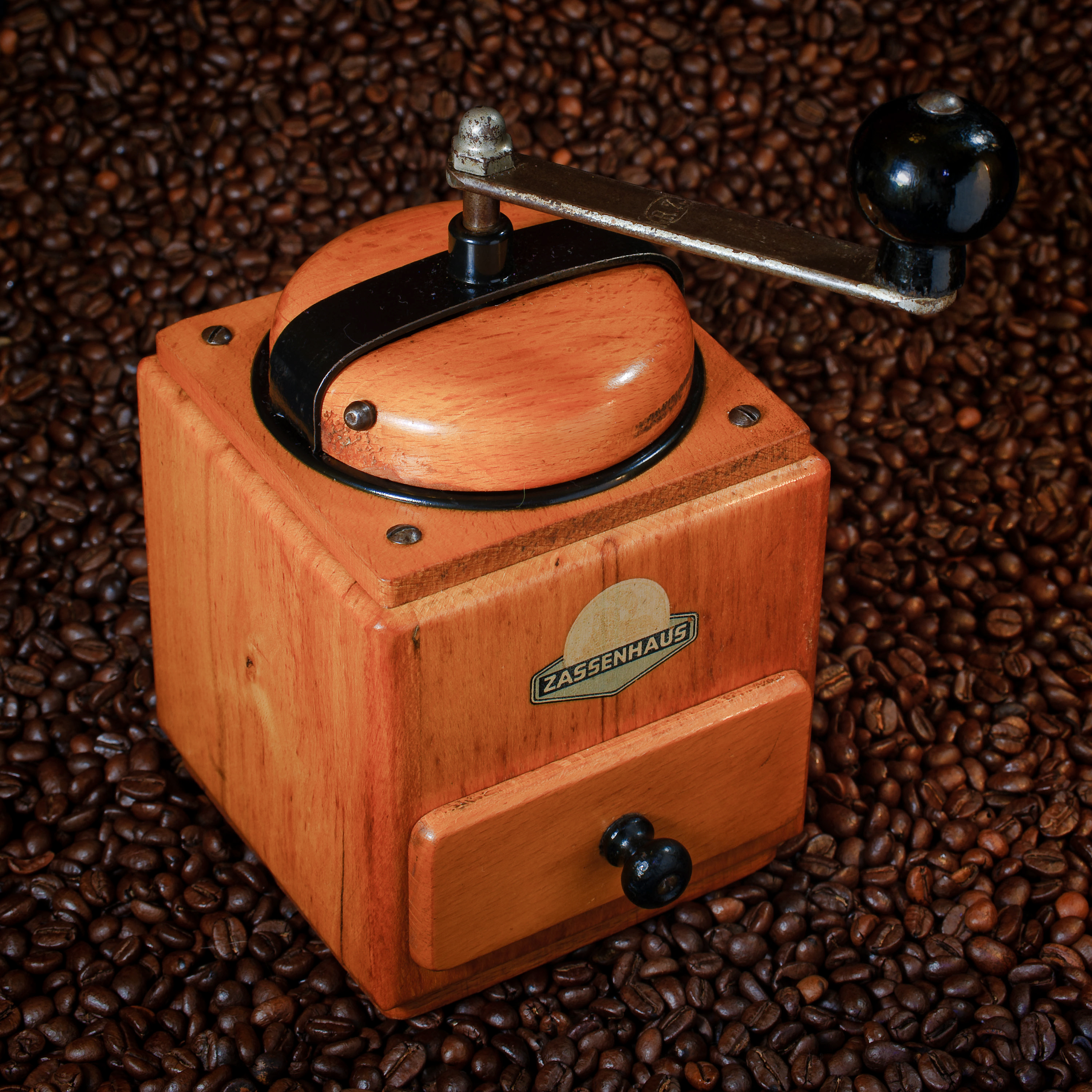
Antigo moedor de café, para uso doméstico

Moedor de café é o aparelho utilizado para moer os grãos de café, normalmente após estes terem sido torrados. O moedor aplica uma força mecânica considerável para rachar os grãos e quebrá-los, deixando o produto em diferentes estados de granulosidade – esses diferentes estados, por sua vez, são utilizados para formas específicas de preparo do café.
Há grandes moedores utilizados para moagem industrial e em larga escala, assim como moedores menores e caseiros, projetados para moerem os grãos do café logo antes do líquido ser preparado.

## História

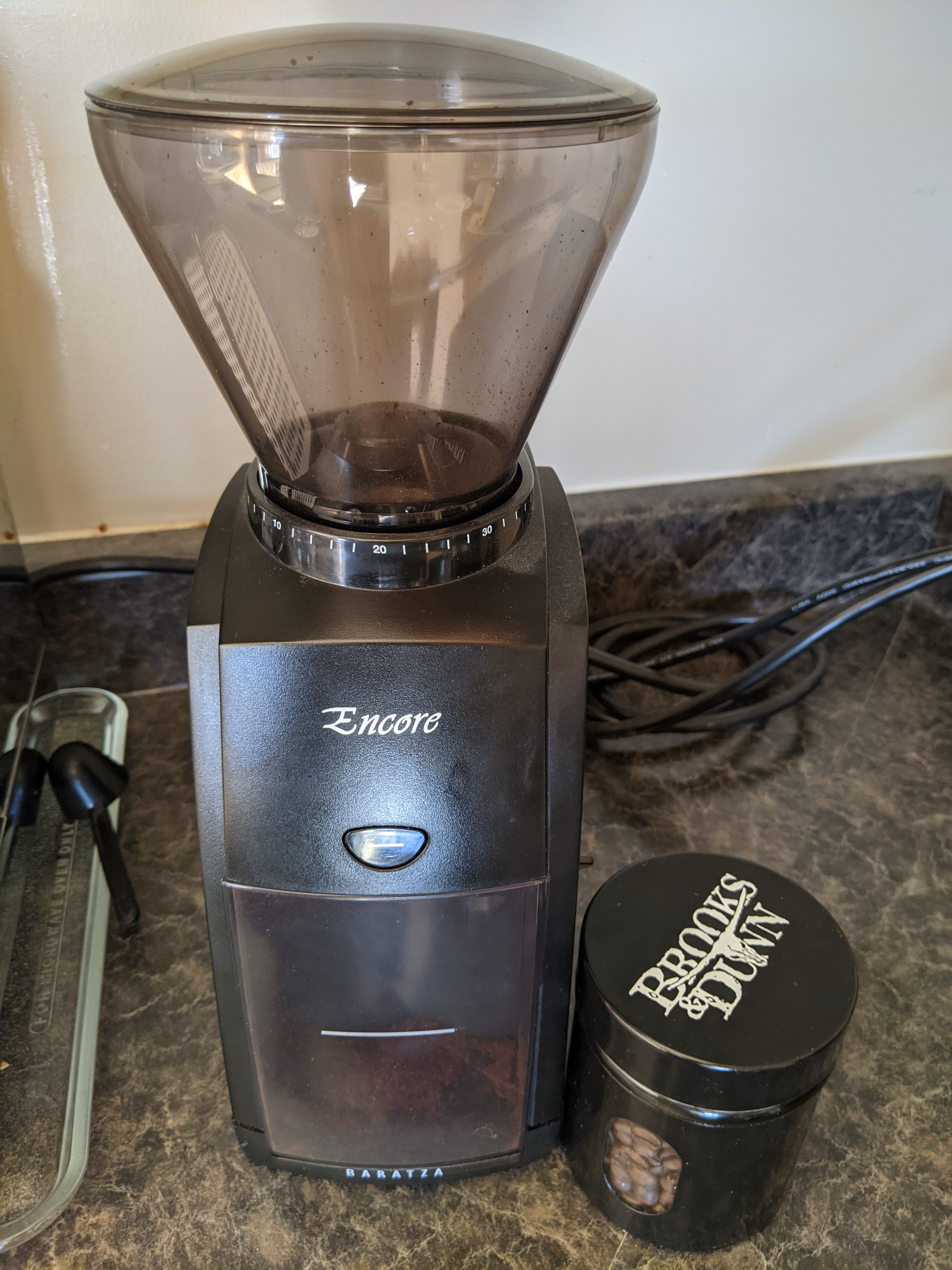
Moedor de grãos de café elétrico

Nos anos de 1200, os árabes usavam duas peças de pedra para moer os grãos de café. Os gregos e romanos, aperfeiçoaram a moagem do café, baseados no modelo dos moinhos de trigo, criaram uma peça em formato de ampulheta acoplada em um funil; quando giravam a peça, os grãos eram quebrados. Nos anos de 1400, os turcos e os persas aperfeiçoaram a criação dos gregos e romanos, adicionando cabos no corpo da ampulheta, que fazia a peça girar. Por volta dos anos de 1660, as cafeterias de Londres começaram a empregar os moedores de café nas lojas, que foram bem aceitos pelos consumidores de café. Em 1665, moedor com alavanca dobrável e armazenamento de grãos em copo foi criado em Damasco. Nos anos de 1700, começaram a ser criados modelos de moedor de grãos de café com gaveta para armazenagem sob a lâmina. Em 1798, nos Estados Unidos, houve a primeira patente de moedor de grãos de café, por Thomas Bruff; Este moedor usava porcas de metal com dentes grossos e finos para triturar os grãos. Nos anos de 1898, a Hobart Manufacturing, em Ohio, começa a fabricar os primeiros moedores elétricos.

## Tipos de Moedores

### Com discos

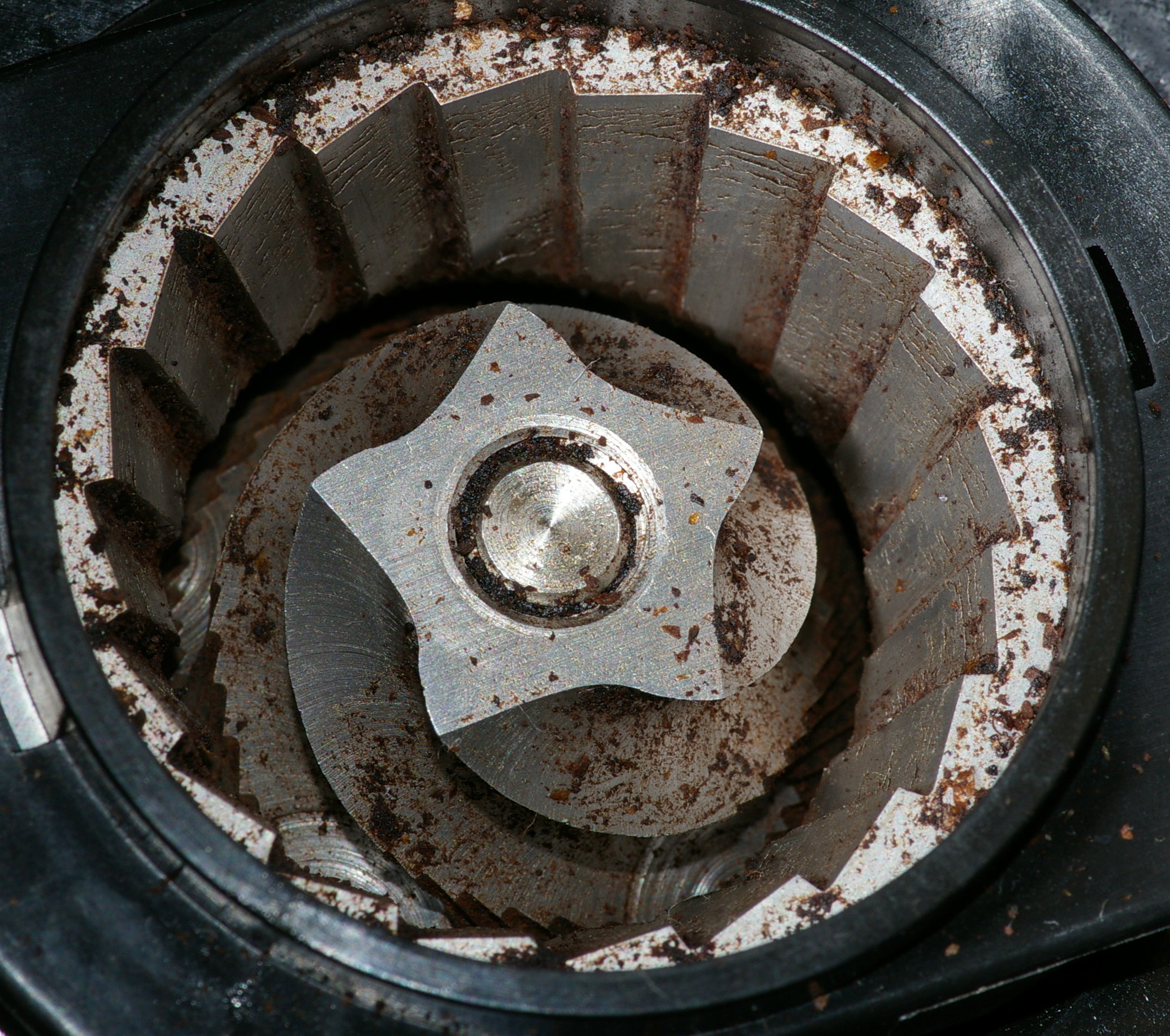
Moedor de disco

Esse modelo de moedor trituram os grãos com dois discos, um dos discos fica preso ao motor e rotores, é o disco que gira, enquanto o outro disco fica parado. São mais pesados e maiores que os moedores de lâminas, mas sua moagem é mais uniforme. Os discos podem ser de aço ou cerâmica e possuem dois modelos de discos.

#### Modelos de discos

##### Disco Plano
Os discos planos são paralelos e usam a força centrífuga. Podem ser ajustados para fazer moagens mais finas ou mais grossas. Sua vida útil é de 250 a 600 quilos de café usados na moagem.

##### Disco Cônico
Os discos cônicos são regulados em graus. Sua vida útil é de 750 a 1.000 quilos de café usados na moagem.

### Com lâminas

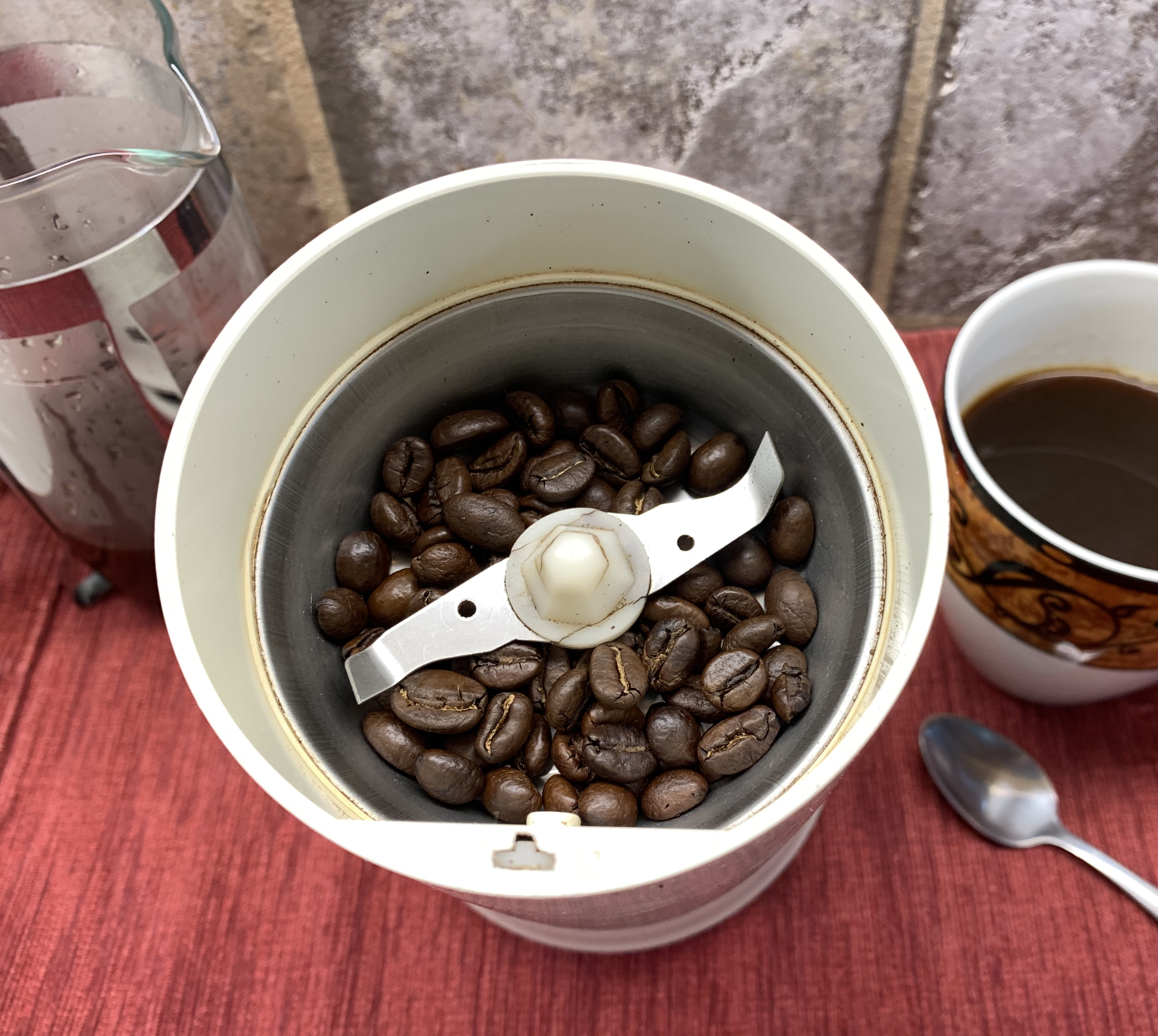
Moedor em lâminas

Esse modelo de moedor fatia os grãos através de lâminas. Pode controlar a espessura do pó pelo tempo de moagem. São leves e menores que os moedores de disco, mas sua moagem não é uniforme.